# Vzduchová cívka

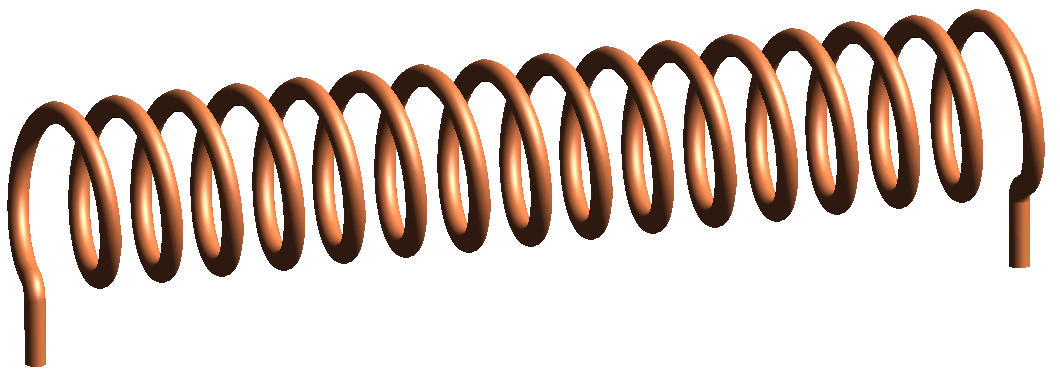
Jednovrstvá vzduchová cívka

Rozměrový náčrtek vinutí vzduchové cívky

Vzduchová cívka je elektronická součástka s indukčností bez železného jádra – jádra z magneticky měkkého materiálu. Vzduchové cívky dosahují ve srovnání s cívkami s jádrem relativně malé indukčnosti. Vzhledem k nepřítomnosti jádra je magnetizační křivka přímka. Důležitou vlastností vzduchových cívek na rozdíl od cívek s jádrem je, že nevykazují žádné magnetické přesycení. Bez jádra také není možné magnetický tok cíleně vést, protože rozptylový magnetický tok je vysoký. Název vzduchová cívka svádí k tomu, považovat za materiál jádra vzduch. To platí pouze z hlediska magnetických vlastností. Z výrobních důvodů jsou vzduchové cívky málokdy samonosné, často jsou navíjeny na kostry z nemagnetických materiálů.

## Konstrukce vzduchových cívek
Vzduchové cívky jsou konstruovány v nejrůznějších tvarech. Velmi často se užívají válcové cívky, na kterých je drát navinutý do šroubovice. Nejmenší cívky mohou být při použití tuhého drátu zhotoveny jako samonosné. Často se zhotovují toroidní cívky. Drát se při navíjení provléká otvorem válcového útvaru (torusu). Siločáry magnetického pole probíhají u toroidní cívky vnitřkem cívky. Díky tomu ovlivňuje magnetické pole jen minimálně své okolí. V začátcích elektroniky se s tvary cívek hodně experimentovalo s cílem zmenšit parazitní kapacity využitím zvláštních tvarů vinutí. Zkoušely se cívky ve tvaru voštin, košíku, křížově vinuté. Křížově vinuté cívky existují také v provedení s magnetickým jádrem. Ploché cívky mohou mít kruhový nebo pravoúhlý tvar. Mohou být vytvořeny jako část motivu plošného spoje. Tímto způsobem je ale možné dosáhnout jen malých indukčností. Navíc takové cívky silně ovlivňují své okolí a jejich magnetické pole nežádoucím způsobem ovlivňuje okolní součástky. Pro výrobu samonosných vzduchových cívek je možné využít takzvaný spékatelný drát. Vrchní vrstva takového vodiče je nedotvrzená a po navinutí cívky je možné zahřátím závity cívky slepit. Všechny vzduchové cívky se průtokem vzduchu dobře chladí, jádro nebrání průtoku vzduchu.

## Využití vzduchových cívek
Využití nacházejí vzduchové cívky vzhledem k nízkým hodnotám indukčnosti například ve vysokofrekvenční oblasti jako tlumivky, součásti filtrů a oscilačních obvodů. Použití v elektroenergetice je jako tlumivky pro omezení zkratových proudů. V této aplikaci je sice nevýhodná nízká indukčnost, ale s výhodou využíváme to, že ani při velkých proudech nedochází k přesycení. Indukčnost vzduchových cívek je v aplikační oblasti nezávislá na protékajícím proudu.
Dalším využitím vzduchových cívek jsou bezželezové kotvy stejnosměrných motorů a kmitavé cívky dynamických reproduktorů a mikrofonů. Zde se využívá velmi nízká hmotnost vzduchových cívek. V těchto případech se pohybuje samonosná cívka ve vzduchové mezeře permanentního magnetu. Teslův transformátor se staví vždy se vzduchovými cívkami, protože velké pulsní proudy každé železné jádro přesytí. Také ve vysílacích zařízeních se využívají jen vzduchové cívky. Vzduchové cívky s velkými průměry se používaly jako rámové antény.
Další oblastí použití pro vzduchové cívky jsou pasivní frekvenční výhybky pro vícepásmové reproduktorové soustavy. Používané indukčnosti leží mezi 0,1 až 6,8 mH. Problematické jsou pro tyto dosti velké indukčnosti poměrně vysoké počty závitů tenkého drátu, které způsobují vysoký ohmický odpor vinutí.